# Leucodon pendulus
Leucodon pendulus är en bladmossart som beskrevs av Lindberg 1872. Leucodon pendulus ingår i släktet Leucodon och familjen Leucodontaceae. Inga underarter finns listade i Catalogue of Life.